# Crisis
 Crisis és una pel·lícula estatunidenca dirigida per Richard Brooks, estrenada el 1950.

## Argument[1]
El doctor Ferguson i la seva dona Helen, de vacances en un país d'Amèrica Llatina, són portats per força al Palau presidencial per militars. El cap d'Estat, anomenat Raoul Farrago, és un dictador. Està condemnat a morir en breu per un tumor al cervell, llevat que Ferguson tempti una operació d'última hora. El cirurgià vacil·la, però el seu sentit del deure fa que accepti. És llavors que opositors al règim agafen Helen i informen Ferguson que serà executada si el President sobreviu a aquesta operació...

## Repartiment
- Cary Grant: El doctor Eugene Ferguson
- José Ferrer: Raoul Farrago
- Paula Raymond: Helen Ferguson
- Signa Hasso: Isabel Farrago
- Ramón Novarro: El coronel Adragon
- Leon Ames: Sam Proctor
- Gilbert Roland: Roland Gonzales
- Kristina :La hija del doctor

## Comentari
En aquesta pel·lícula del 1950, la primera de Richard Brooks com a director (anteriorment, només feia de guionista), la parella Farrago fa pensar infal·liblement en Juan Perón - llavors al poder a l'Argentina - i en la seva esposa Eva.